# Ferdinand Blumenthal
Ferdinand Blumenthal (ur. 5 czerwca 1870 w Berlinie, zm. 6 lipca 1941) – niemiecki lekarz internista, pionier onkologii. Profesor nadzwyczajny, kierownik Instytutu Badań nad Rakiem (Krebsforschungsinstitut) w Berlinie, członek Komitetu Badań nad Rakiem (Komitee für Krebsforschung), tajny radca sanitarny. Redaktor czasopisma „Zeitschrift für Krebsforschung”.

## Życiorys
Syn lekarza Juliusa Blumenthala i Zerline Lesser. Studiował medycynę na Uniwersytecie Alberta i Ludwika we Fryburgu Bryzgowijskim, Uniwersytecie Cesarza Wilhelma w Straßburgu, Uniwersytecie w Zurychu i Uniwersytecie Fryderyka Wilhelma w Berlinie. Tytuł doktora medycyny otrzymał w 1895 roku w Berlinie. Od 1896 lekarz wolontariusz w tamtejszej klinice Charité. W 1899 habilitował się i został Privatdozentem. W 1905 roku został profesorem tytularnym. W 1915 z jego inicjatywy w Charité powstał oddział dla chorych na choroby nowotworowe. W 1933 z powodów politycznych przerwano badania prowadzone przez Instytut, a Blumenthal przeszedł na emeryturę. W listopadzie 1933 zatrudnił się na Uniwersytecie w Belgradzie.
Z zawartego 26 maja 1907 roku małżeństwa z Elly Aron urodziło się troje dzieci: Zerline (1908), Hilde (1911) i Hanna (1914).
W czerwcu 1941 internowany, zginął w transporcie do obozu w Narwie podczas nalotu bombowego.

## Prace
- Ergebnisse der experimentellen Krebsforschung und Krebstherapie. Leiden: Sijthoff, 1934